# Велёпольский, Каспер
Каспер Велёпольский (ум. 1636) — государственный деятель Речи Посполитой, подстароста бечский (1590), судья гродский бечский (1592), подсудок земский краковский (1597), судья земский краковский (1605) и подкоморий краковский (1623—1636).

## Биография
Представитель польского шляхетского рода Велёпольских герба «Старыконь». Сын Яна Велёпольского и Катажины Келановской.
Создатель основы имущественного и политического могущества рода Велёпольских. Приумножил своё имущество, давая в кредит деньги окрестной шляхте и безжалостно взыскивая долги.
Ему принадлежали Ключ Кобылянский и столовые имения в Краковском воеводстве. Принимал участие в политической жизни своего воеводства. Депутат съезда оппозиции в Люблине (1606), депутат сейма (1609, 1631). Дважды избирался маршалком Прошовицкого сеймика (1630).
Во время рокоша Зебжидовского Каспер Велёпольский сохранил верность королевской власти.

## Семья и дети
Был женат на Эльжбете Брониевской, вдове подчашего краковского Петра Цеклинского. Супруги имели двух детей:
- Ян Велёпольский (ок. 1605—1668), каштелян войницкий и воевода краковский
- Анна Велёпольская, 1-й муж — Ян Неверовский, 2-й муж — каштелян войницкий Павел Стоковский